# 보르제 아자디

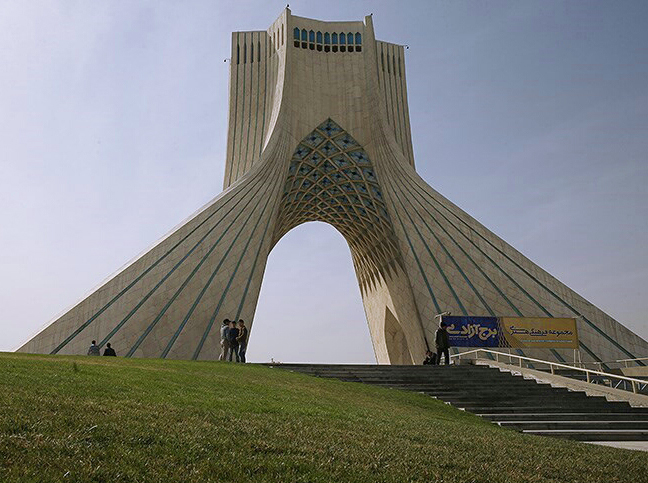

보르제 아자디(페르시아어: برج آزادی)는 아자디 타워로 알려져 있으며, 이란 테헤란에 있는 타워이다.
팔레비 왕조 시대인 1966년 건축가 호세인 아마나트(Hossein Amanat)의 설계로 착공하여 1971년 이란 건국 2500주년 축제의 일환으로 완공되었으며, 당시에는 보르제 샤야드(برج شهیاد)라는 이름이었다.

## 같이 보기
- 보르제 밀라드